# Parafia Matki Bożej Niepokalanej w Desznicy
Parafia Matki Bożej Niepokalanej w Desznicy – parafia rzymskokatolicka znajdująca się w diecezji rzeszowskiej w dekanacie Nowy Żmigród. Erygowana w 1957 roku.
Kościół parafialny jest dawną murowaną cerkwią greckokatolicką św. Dymitra Męczennika wybudowaną w 1790 roku. Świątynia, po zniszczeniach w czasie II wojny światowej, w roku  1947 została przejęta na ekspozyturę rzymskokatolickiej parafii Nowy Żmigród. W roku 1957 utworzono stałą ekspozyturę, a w roku 1987 utworzono odrębną parafię. Do parafii należą wierni z miejscowości: Desznica, Jaworze, Świątkowa Mała oraz Świątkowa Wielka. 

## Kościoły na terenie parafii
- Kościół parafialny Matki Bożej Niepokalanej w Desznicy
- Kościół filialny w cerkwi św. Michała Archanioła w Świątkowej Małej
- Kościół filialny w cerkwi św. Michała Archanioła w Świątkowej Wielkiej

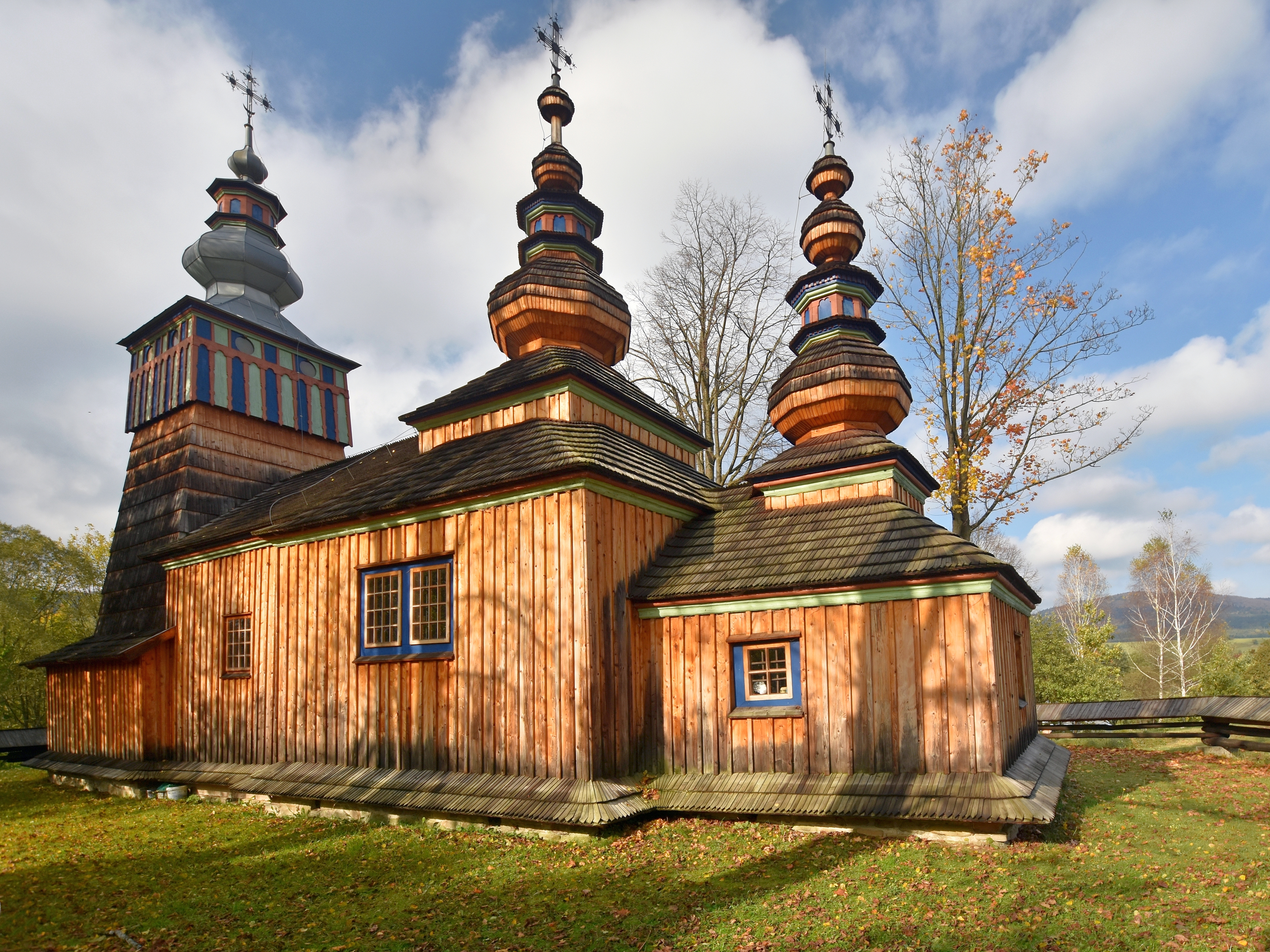
Świątkowa Mała, dawna cerkiew
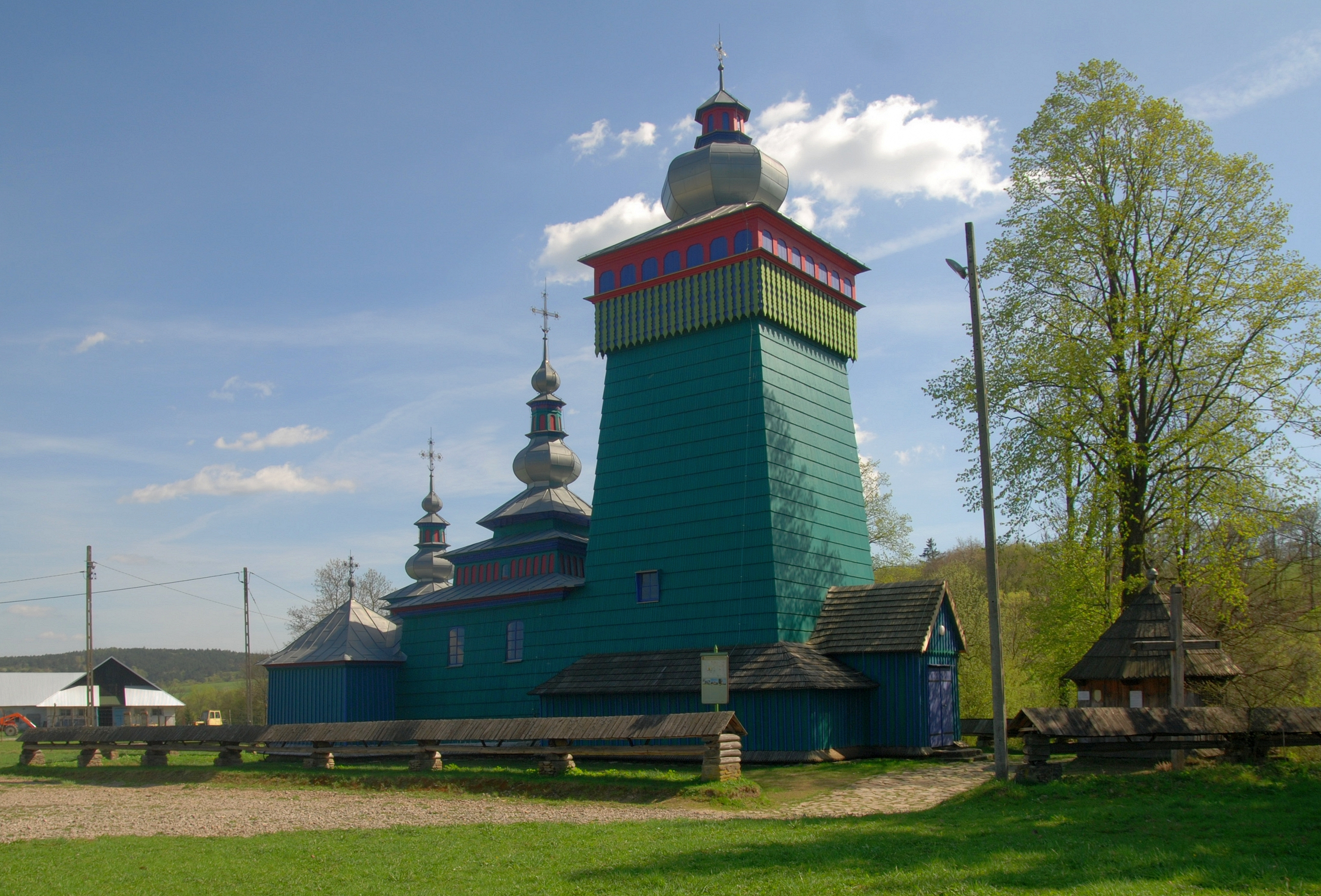
Świątkowa Wielka, dawna cerkiew